# مايكل روبرتس (صحفي)
مايكل روبرتس (بالإنجليزية: Michael Roberts)‏ هو لاعب كرة قدم أسترالية وصحفي ومعلق رياضي أسترالي، ولد في 27 يوليو 1959.

## وصلات خارجية
- ميخائيل روبرتس على موقع AustralianFootball.com (الإنجليزية)
- ميخائيل روبرتس على موقع AFLtables.com (الإنجليزية)